# Novruzali Bey-moskee
Novruzali Bey-moskee is een voormalige moskee in het historische stadsdeel van Jerevan, de hoofdstad van Armenië.
De exacte bouwdatum van de Novruzali bey-moskee, een van de oudste sjiitische moskeeën van Jerevan, is onbekend. Onderzoekers stellen dat de architectonische kenmerken van het glaswerk uit de 14 eeuw stammen, waarbij anderen de bouw dateren in de tweede helft van de 14e eeuw.
Het hoofdgebouw van de moskee, dat één minaret heeft, werd voltooid met een grote koepel en de buitenmuren waren versierd met kleurrijke wenkbrauwen.
Tijdens de Dashnak-republiek Armenië, die bestond tussen 1918 en 1920, vestigden gevluchte Armeniërs uit Anatolië zich in de moskee. Terwijl de architectonische planning van de stad Jerevan in 1920-1930 werd uitgevoerd, werden in de eerste fase de historische gebouwen in het centrum van de stad die toebehoorden aan de Azeri's ontmanteld. Eén van de moskeeën die in het kader van deze planning bijna werd ontmanteld, was de Novruzali Bey-moskee. Op de plaats van de daarmee samenhangende moskeeën werden parken, woonruimtes en overheidsgebouwen gebouwd. Het glas, dat sinds het begin van de 20e eeuw van tijd tot tijd werd vernietigd, werd na de jaren vijftig volledig verwoest. De Novruzali Bey-moskee, die qua uiterlijk lijkt op de Zal Khan-moskee, is kleiner dan deze.